# New Albin
New Albin ist eine Kleinstadt (mit dem Status „City“) im Allamakee County im  äußersten Nordosten des US-amerikanischen Bundesstaates Iowa. Das U.S. Census Bureau hat bei der Volkszählung 2020 eine Einwohnerzahl von 432 ermittelt.

## Lage und Verkehr

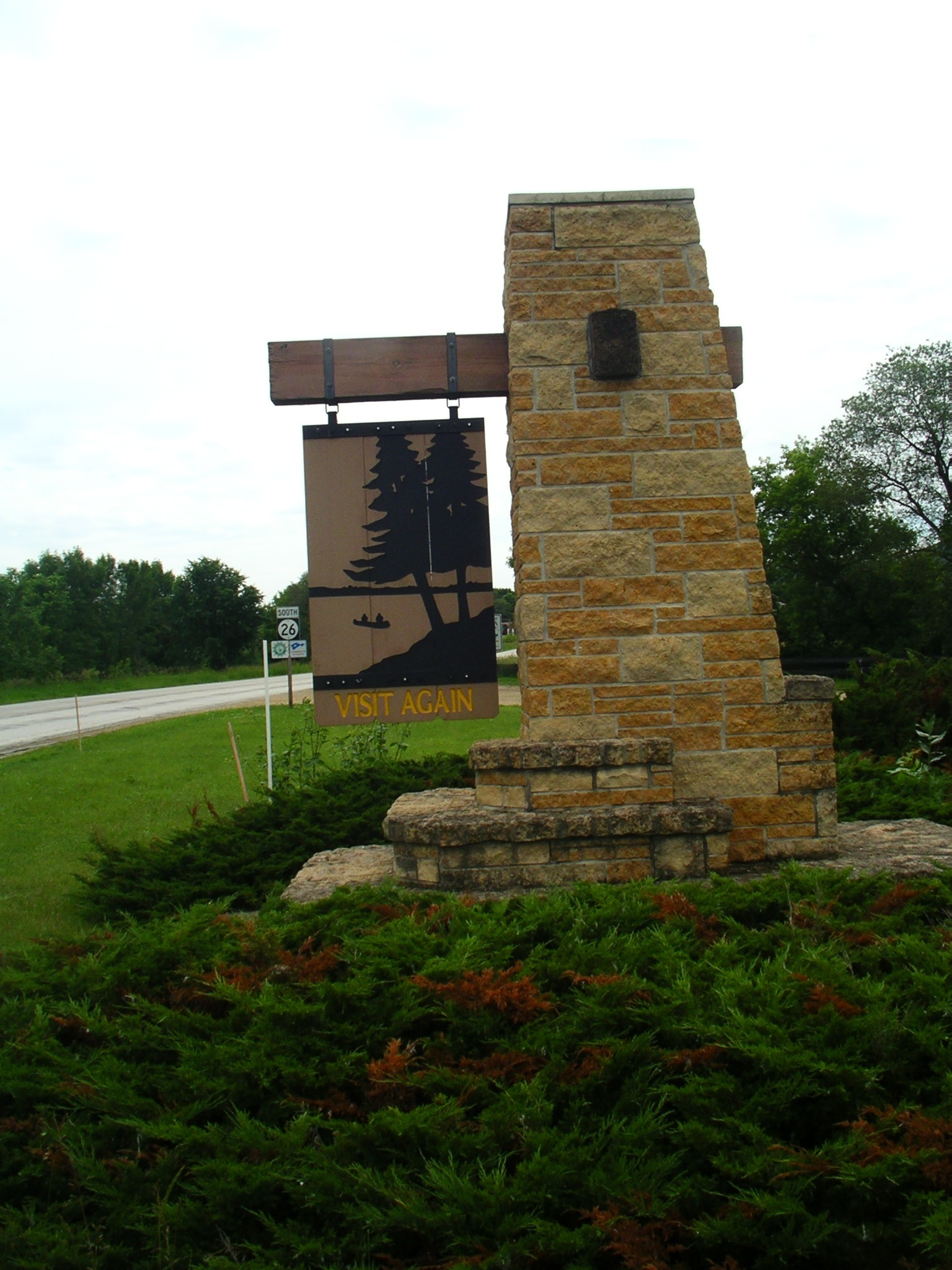
Die Grenze zu Minnesota am Nordrand von New Albin

New Albin liegt auf 43°29′49″ nördlicher Breite und 91°17′14″ westlicher Länge und erstreckt sich über 0,6 km², die  ausschließlich aus Landfläche bestehen. New Albin ist der am äußersten im Nordosten liegende Ort Iowas und am Westufer des Mississippi gelegen, der die Grenze zu Wisconsin bildet. Der nördliche Ortsrand ist zugleich die Grenze zu Minnesota. 
Nachbarorte sind Reno in Minnesota (12,2 km nördlich), Eitzen (16,2 km westlich) und Lansing (18,4 km südlich). Der Ort Victory am gegenüberliegenden Mississippiufer ist auf Straßen nur über einen Umweg von 33,4 km über Lansing erreichbar.
Die am nächsten gelegenen größeren Städte sind Iowas Hauptstadt Des Moines (401 km südwestlich), die Quad Cities (281 km südlich), Wisconsins Hauptstadt Madison (204 km ostsüdöstlich) und Minneapolis, die größte Stadt Minnesotas (289 km nordwestlich).

In New Albin trifft der von Westen kommende Iowa Highway 2 auf den Iowa Highway 26, der hier die Great River Road bildet.

## Söhne und Töchter der Stadt
- Milt Gantenbein (1909–1988), American-Football-Spieler